# Грабик Илова
Грабик Илова је насељено мјесто у саставу општине Прњавор, Република Српска, БиХ.

## Географија
Грабик Илова се налази сјеверозападно од Прњавора а западно од села Калаба и Шибовске. Кроз Грабик Илову протиче ријека Илова. Име Грабик Илова је добила по томе што у селу има доста дрвећа које се зове граб.

## Грабик Илова данас
На челу мјесне заједнице налази се Богдан Станић, странка СНСД. У селу се налази Српска православна црква Вазнесења Господњег, као и подручна четворогодишња школа „Никола Тесла“. Село нема у потпуности асфалтиран пут.

## Становништво
| Националност       | 1991. | 1981. | 1971. | 1961. |
| Срби               | 816   | 878   | 976   | 911   |
| Југословени        | 1     | 17    |       |       |
| Хрвати             | 1     | 2     | 1     | 1     |
| Црногорци          |       | 1     |       |       |
| Муслимани          |       |       | 1     |       |
| остали и непознато | 10    | 42    | 17    | 14    |
| Укупно             | 827   | 940   | 995   | 926   |

| Демографија | Демографија | Демографија |
| Година      | Становника  | Становника  |
| ----------- | ----------- | ----------- |
| 1961.       | 926         |             |
| 1971.       | 995         |             |
| 1981.       | 940         |             |
| 1991.       | 827         |             |